# Màn hình ma trận điểm

Hiện chữ chạy ma trận điểm với phông tỷ lệ

Màn hình ma trận điểm hay màn hình ma trận chấm là thiết bị hiển thị có dạng ma trận các chấm để hiển thị thông tin trên máy, đồng hồ, chỉ báo khởi hành đường sắt và nhiều thiết bị khác yêu cầu một thiết bị hiển thị đơn giản có độ phân giải hạn chế .
Màn hình bao gồm một ma trận điểm của đèn hoặc các chỉ báo cơ học được sắp xếp thành bảng chữ nhật sao cho bằng cách bật hoặc tắt đèn đã chọn thì văn bản hoặc đồ họa có thể được hiển thị. Cũng có thể có hình dạng khác, mặc dù không phổ biến. Bộ điều khiển ma trận điểm chuyển đổi các hướng dẫn từ bộ xử lý thành tín hiệu bật hoặc tắt đèn trong ma trận để màn hình được yêu cầu được tạo ra .

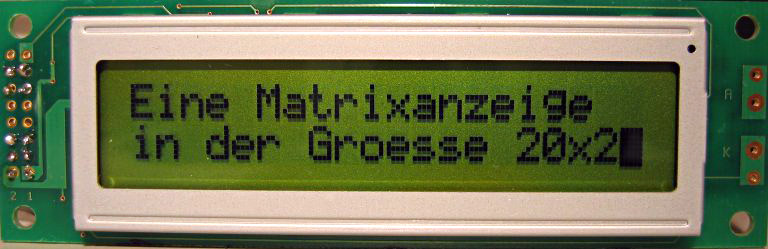
Màn hình LCD ma trận chấm cỡ 20×2, chữ 5×7 chấm cổ điển được sử dụng trong một số điện thoại di động và máy bán hàng tự động đầu tiên

## Kích thước
Kích thước phổ biến của màn hình ma trận điểm:
- 128 × 16 (Hai hàng)
- 128 × 32 (Bốn hàng)
- 128 × 64 (Tám hàng)

Các kích thước khác có:
- 92 × 31 (Bốn hoặc ba hàng)